# Heterostegane vetula
Heterostegane vetula là một loài bướm đêm trong họ Geometridae.